# 방임
방임(放任) 자신의 보호·감독을 받는 사람을 유기하거나 의식주를 포함한 기본적 보호·양육·치료 및 교육을 제공하지 않고 방치하는 학대의 유형이다. 신체적 학대, 심리적 학대, 성적 학대가 능동적인 유형의 학대인 것과는 달리, 방임은 수동적인 유형의 학대이다. 실질적인 학대 유형에는 잘 언급되지 않지만, 방임의 파생 학대 유형으로 유기가 있는데, 유기는 사람이 상대방을 아예 버리는 것이다.

## 같이 보기
- 학대죄
- 학대
- 폭력